# Lithobates zweifeli
Lithobates zweifeli es una especie de anfibio anuro de la familia Ranidae.

## Distribución geográfica
Esta especie es endémica del suroeste de México. Habita en Oaxaca, Guerrero, Morelos, Estado de México, Michoacán, Puebla, Colima y Jalisco.

## Etimología
Esta especie lleva el nombre en honor a Richard George Zweifel.

## Publicación original
- Hillis, Frost & Webb, 1984 : A new species of frog of the Rana tarahumarae group from southwestern Mexico. Copeia, vol. 1984, n.º 2, p. 398-403[5]